# Keith Scott (One Tree Hill)
 Der er flere personer med dette navn, se Keith Scott.
Keith Alan Scott er en fiktiv person fra tv-serien One Tree Hill. Han spilles af den amerikanske skuespiller Craig Sheffer. Han er Dan Scotts storebror, onkel til Lucas Scott og Nathan Scott, og far til Lily Roe Scott. Hans mor hedder May. Han skulle have været en regulær rolle, i de første tre sæsoner, men i tredje sæson var han kun med i seks afsnit.
Keith Scott har altid været en fader-rolle overfor Lucas og lige fra første sæson har han været forelsket i Karen Roe (Lucas' mor). Det er dog først i tredje sæson, at de to rigtig får hinanden. Karen og Keith forlover sig. Keith skal endda endelig adoptere Lucas og sidst i sæson 3 bliver det afsløret, at Karen er gravid. 
I afsnittet "With tired eyes, tired minds, tired souls, we slept" (sæson 3) dør Keith under et skoleskyderi. Indtil sidst i sæson 4 anser alle i Tree Hill, Jimmy for Keiths morder, men et vidne (Abbey Brown) afslører, at det faktisk er Dan Scott, der har myrdet sin egen bror.
I sæson 1 ejer Keith sit eget bilværksted, men må sælge det til Dan da han ikke har penge til at holde det kørende. Han flytter derfor til Charlotte i sæson 2, men vender selvfølgelig tilbage til Tree Hill. 
Han bliver forlovet med den smukke og falske kvinde Jules, som Dan har hyret til at knuse Keiths hjerte. Jules ender dog med at blive forelsket i Keith, men Karen ødelægger det hele i sidste øjeblik, da hun i mellemtiden har fundet ud af hvem Jules i virkeligheden er. Jules dukker derfor aldrig op til deres bryllup og Keith forlader endnu engang Tree Hill for at finde Jules (hvis rigtige navn er Emily). Han vender tilbage til Tree Hill i sæson 3 uden Emily/Jules og her finder Karen og Keith endelig sammen. 
Keith Scott forekommer også i sæson 4.  